# Duinkruiskruid
Duinkruiskruid (Jacobaea vulgaris subsp. dunensis, synoniem: Senecio jacobaea subsp. dunensis) is een in de regel tweejarige plant met gele bloempjes. Duinkruiskruid komt voor in het kustgebied van West-Europa en komt voor in de duinen en op diverse andere plaatsen in Nederland en Vlaanderen, zoals op de Veluwe. De soort staat op de Nederlandse Rode lijst van planten als zeldzaam en stabiel of toegenomen. Het aantal chromosomen is 2n = 40.
Duinkruiskruid lijkt veel op Jacobskruiskruid, maar heeft geen straalbloemen en heeft vrij dicht behaarde nootjes, ook die van de randbloemen.
De plant wordt 30-90 cm hoog en heeft soms groene of soms roodpaarse, rechtopgaande stengels. De stengels zijn alleen boven het midden vertakt. De rozetbladeren zijn veerdelig en hebben een kleine eindslip. Bij de bloei zijn ze vaak al afgestorven. De bovenste, half-stengelomvattende bladeren zijn tot dubbel veerdelig en hebben ook een kleine eindslip.
Duinkruiskruid bloeit van juni tot in oktober met gele buisbloemen. De bloeiwijze is een hoofdje, die in grote schermvormige pluimen zitten.
De vrucht is een vrij dicht behaard, 2 mm lang nootje. Ook de randnootjes zijn behaard.

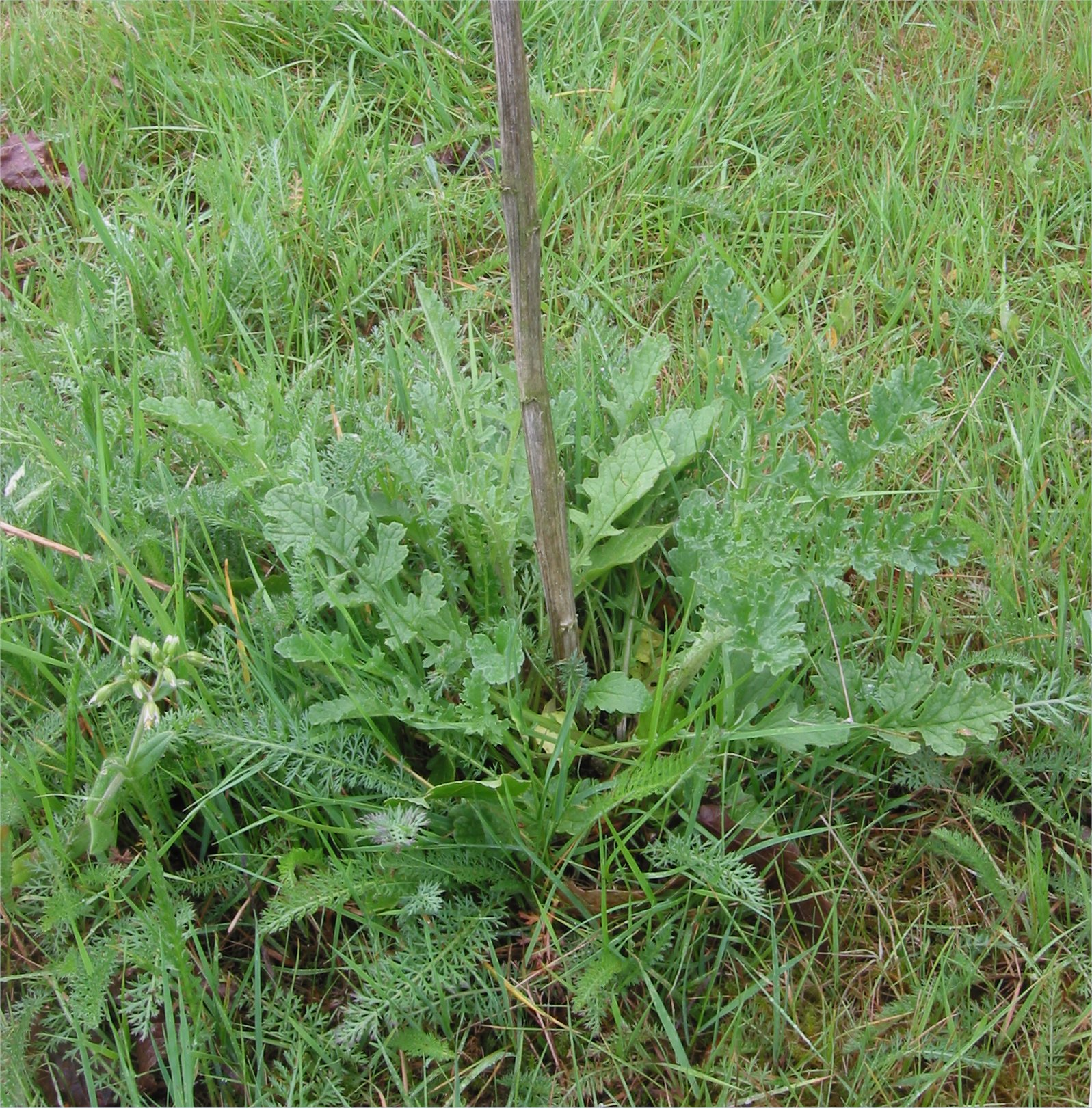
Bladrozet
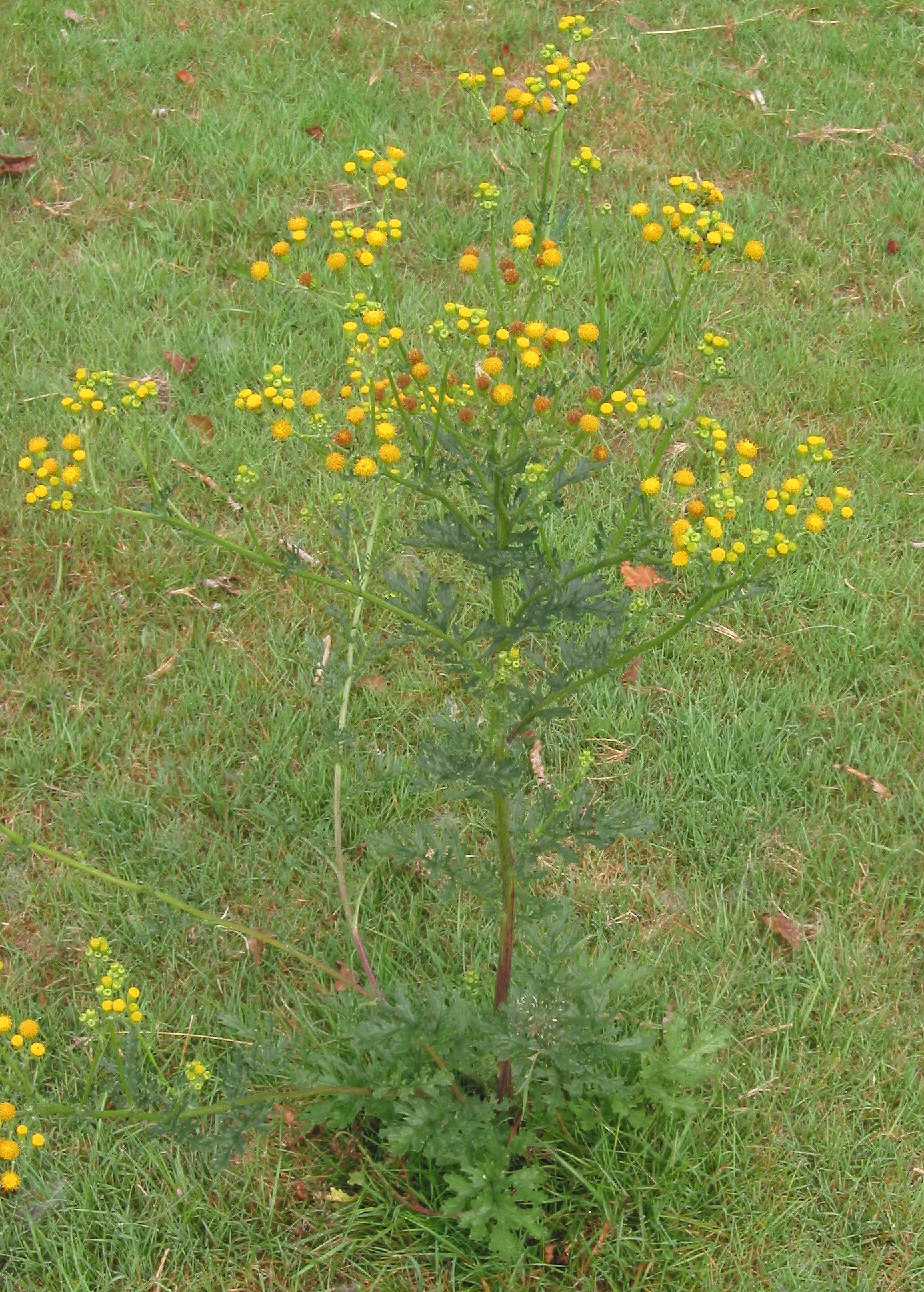
Bloeiende plant
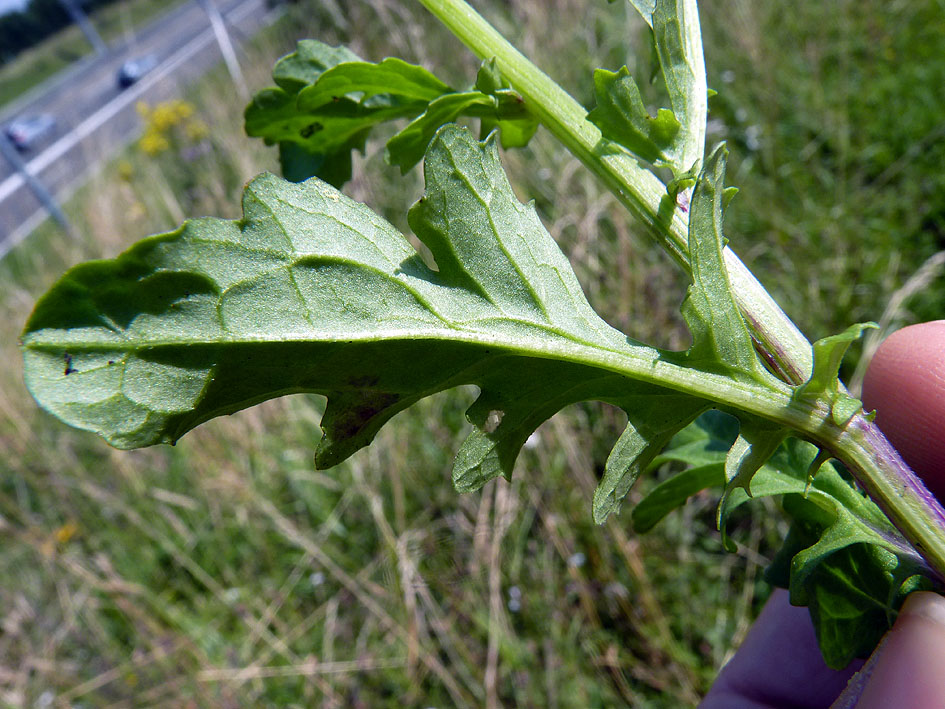
Stengelblad
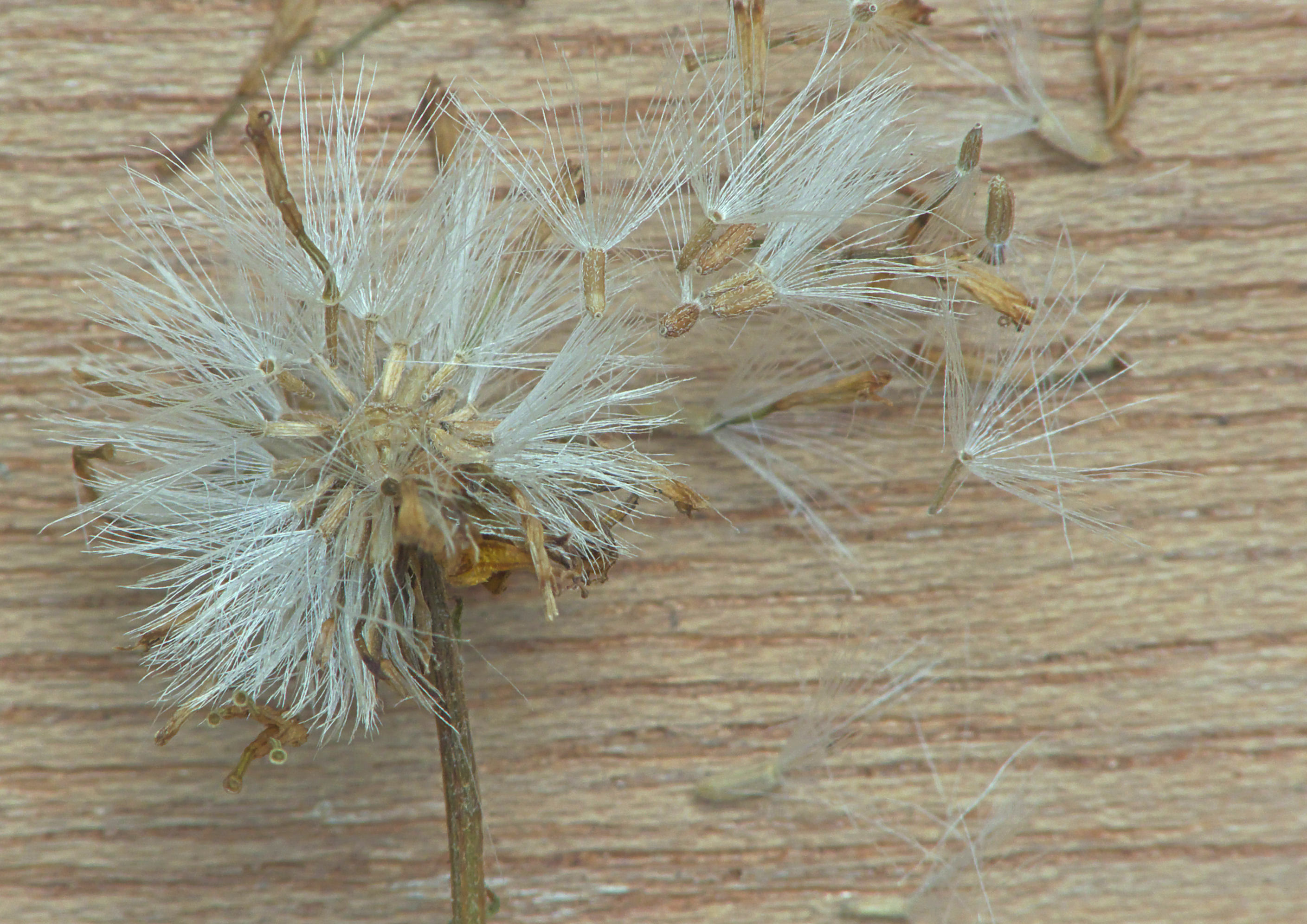
Behaarde nootjes

## Giftigheid
Duinkruiskruid is giftig voor de meeste zoogdieren, waaronder ook de mens, doordat het zestien verschillende alkaloïden bevat. De bloemen bevatten tweemaal zoveel gif als de bladeren. In de plant zijn pyrrolizidine-alkaloïden (PA's) aanwezig in de N-oxidevorm die niet giftig is. Pas als de plant opgegeten wordt, worden deze verbindingen met name in de dunne darm omgezet in giftige, vrije alkaloïden die de lever aantasten, waarbij kleine bloedvaatjes verstopt raken. ('Hepatische veno-occlusie'). Dit ziektebeeld is ook beschreven bij mensen die geregeld kruidenthee dronken van PA bevattende planten, onder andere smeerwortel.